# Gerard Francis Loft
Gerard Francis Loft S.M. (* 6. April 1933 in Wellington, Neuseeland; † 4. Februar 2007 in Beachhaven, Auckland, Neuseeland) war Bischof von Auki in der Provinz Malaita der Salomonen.

## Leben
Gerard Francis Loft trat der Ordensgemeinschaft der Maristenpatres bei. Er legte 1954 seine Profess ab und empfing dort am 20. Juli 1958 die Priesterweihe. 1959 kam er als Seelsorger auf die Salomonen.
1983 wurde er von Papst Johannes Paul II. zum ersten Bischof des neu gegründeten Bistums Auki und Malaita ernannt. Die Bischofsweihe spendete ihm am 11. März 1984 der Erzbischof von Honiara, Salomonen, Daniel Willem Stuyvenberg; Mitkonsekratoren waren Peter Kurongku, Erzbischof von Port Moresby, Papua-Neuguinea, und Eusebius John Crawford, Bischof von Gizo, Salomonen.
2004 wurde seinem Rücktrittsgesuch von Papst Johannes Paul II. stattgegeben.